# Kingsville (Maryland)
Kingsville és una concentració de població designada pel cens dels Estats Units a l'estat de Maryland. Segons el cens del 2000 tenia 4.214 habitants, 1.483 habitatges, i 1.224 famílies. La densitat de població era de 161,1 habitants/km².

## Poblacions més properes
El següent diagrama mostra les poblacions més properes.